# György Festetics (Politiker)

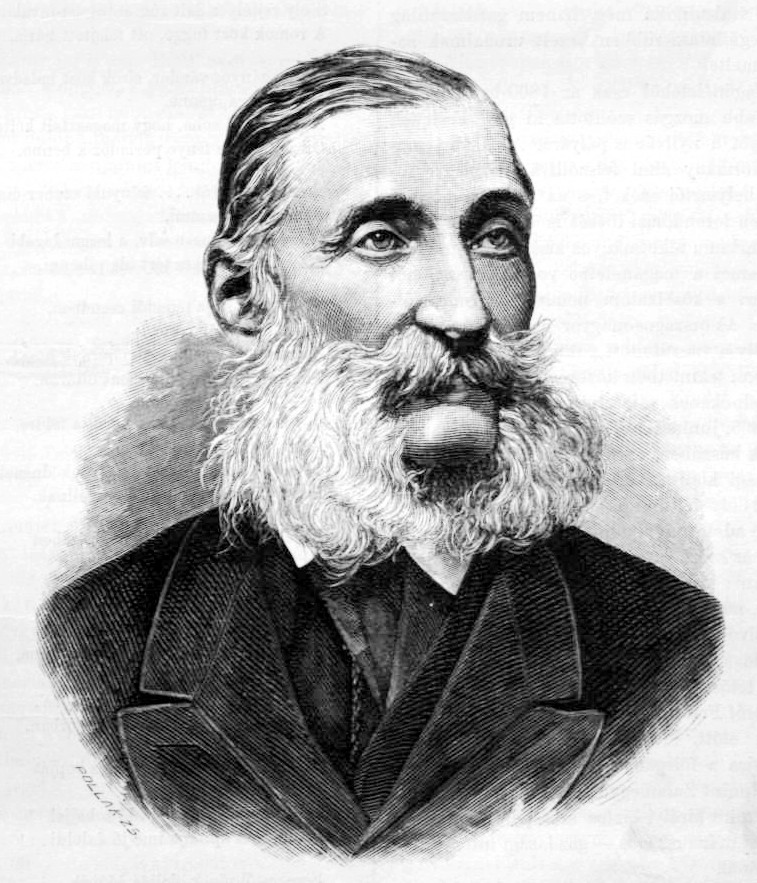
György Festetics

György (Georg) Graf Festetics von Tolna (* 23. April 1815 in Wien; † 12. Februar 1883 ebenda) war ein ungarischer Politiker, Minister und Hofbeamter.

## Herkunft
György Festetics war der Enkel des Landwirtschaftspioniers György Festetics. Seine Eltern waren der Graf Ladislaus Festetics von Tolna (* 1786; † 12. Mai 1846) und dessen Ehefrau die Prinzessin Josephine von Hohenzollern-Hechingen (* 14. Mai 1791; † 25. März 1856), Tochter von Hermann von Hohenzollern-Hechingen. Der österreichische General Tassilo Festetics (1813–1883) war sein Bruder.

## Leben
Nach dem Jurastudium in Pressburg schlug er die militärische Laufbahn ein, die er 1849 im Rang eines Oberstleutnants beendete. Danach kümmerte er sich um die Verwaltung der Güter, die er nach dem Tod seines Vaters erbte, da sein älterer Bruder Tassilo auf sein Erstgeborenenrecht verzichtete. Die nächsten elf Jahre gelang es ihm die großen Schulden, die er von seinem Vater erbte, zu begleichen und heiratete Eugenia Gräfin Erdődy. Durch seine Mitwirkung entstand 1856 die Bahnstrecke Sopron–Kanizsa, deren Pläne er selbst beim Ministerium einreichte. 1860 wurde er Obergespan des Komitats Eisenburg und erhielt einen Sitz im Magnatenhaus des Landtags. Aus diesem Grund entschloss er sich, dauerhaft in Pest wohnen zu wollen, und ließ ab 1862 ein Palais dort erbauen. 1865 wurde er zusätzlich Obergespan des Komitats Zala, und wurde im Folgejahr Mitglied im Direktorium der Ungarischen Akademie der Wissenschaften. Nach dem Österreichisch-Ungarischen Ausgleich 1867 wurde er bis zu seinem Rücktritt 1870 im Kabinett von Gyula Andrássy Minister am Allerhöchsten Hoflager. Aus gesundheitlichen Gründen zog er sich 1871 aus der Politik zurück und begab sich auf sein Gut in Molnári. Wenig später wurde er zum Geheimrat und 1872 zum Kronhüter (Sanctae Coronae Regni Hungariae Conservator) ernannt. Als ihn König Franz Joseph I. drei Jahre später zum Ministerpräsidenten ernennen wollte, konnte er dies erneut aus gesundheitlichen Gründen nicht annehmen. Ab 1882 diente er bis zu seinem Tod als königlicher Obersthofmeister. György Festetics starb wenige Tage nach seinem Bruder Tassilo in seinem Palais in Wien.

## Familie
Festetics heiratete am 17. Februar 1849 die Gräfin Eugenie Erdödy von Monyorókerék und Monoszló (* 13. November 1826; † 19. August 1894). Das Paar hatte mehrere Kinder:
- Tassilo (* 5. Mai 1850; † 4. Mai 1933), Politiker ⚭ 1880  Lady Mary Victoria Hamilton (* 11. Dezember 1850; † 14. Mai 1922)
- Eugen (* 13. Juni 1852), erbliches Mitglied des ungarischen Oberhauses
- Georgine (* 1. Dezember 1856) ⚭ 1877 Graf Zdenko Kinský von Wchiniz und Tettau
- Paul (* 13. Juni 1858)

⚭ 1882 (Scheidung) Wilhelmine Maria von Friebeiß (* 20. Juli 1857) verwitwete Fischer
⚭ 1903 Gräfin Elisabeth von Dessewffy (* 27. Juni 1862) verwitwete Freifrau Fekete de Galántha

## Auszeichnungen (Auswahl)
- k.u. Sankt Stephans-Orden, Großkreuz
- Königlicher Hausorden von Hohenzollern